# Greshicë
Greshicë là một xã trong quận Mallakastër thuộc hạt Fier, Albania. Dân số năm 2005 là 1904 người.